# Ryan Stewart
Ryan Stewart (Cardiff, 1979) is een Welsh voormalig voetbalscheidsrechter. Hij was in dienst van FIFA en UEFA in 2016. Ook leidde hij van 2012 tot 2016 wedstrijden in de Cymru Premier.
Op 26 augustus 2013 leidde Stewart zijn eerste wedstrijd in de Welshe nationale competitie. Tijdens het duel tussen Port Talbot Town en Connah's Quay Nomads (0–0) trok de leidsman eenmaal de gele en eenmaal de rode kaart. Zijn eerste interland floot hij op 23 maart 2016, toen Gibraltar met 0–0 gelijkspeelde tegen Liechtenstein. Tijdens dit duel hield Stewart zijn kaarten op zak.

## Interlands
| Datum         | Plaats    | Wedstrijd                 | Uitslag | Competitie        | Kreeg geel | Kreeg voor de tweede keer geel en dus rood | Weggestuurd |
| ------------- | --------- | ------------------------- | ------- | ----------------- | ---------- | ------------------------------------------ | ----------- |
| 23 maart 2016 | Gibraltar | Gibraltar – Liechtenstein | 0 – 0   | Vriendschappelijk | 5          | 0                                          | 0           |